# Медаль «За сумлінну службу»
Медаль «За сумлінну службу» — відомча заохочувальна відзнака Міністерства оборони України у 2005—2012 роках.
Після впровадження у 2013 році нової системи відзнак її аналогом стали нові відзнаки — медалі «10 років сумлінної служби», «15 років сумлінної служби», «20 років сумлінної служби».

## Історія нагороди
- Відзнака встановлена наказом Міністра оборони України Анатолія Гриценка від 12 вересня 2005 року № 545.
- 30 травня 2012 року Президент України В. Ф. Янукович видав Указ, яким затвердив нове положення про відомчі заохочувальні відзнаки; міністрам, керівникам центральних органів виконавчої влади, керівникам (командувачам) військових формувань, державних правоохоронних органів було доручено забезпечити в установленому порядку перегляд актів про встановлення відомчих заохочувальних відзнак, приведення таких актів у відповідність із вимогами цього Указу[2]. З набуттям чинності указом нагородження відзнакою було припинено[1]. Протягом 2012—2013 років Міністерством оборони України була розроблена нова система заохочувальних відзнак[3], що містила нові відзнаки — медалі «10 років сумлінної служби», «15 років сумлінної служби», «20 років сумлінної служби»[1]

## Положення про відзнаку
- Заохочувальною відзнакою Міністерства оборони України — медаллю «За сумлінну службу» (далі — медаль) нагороджуються військовослужбовці Збройних Сил України, які сумлінно і чесно виконують військовий обов'язок та прослужили у збройних силах 10 і більше років у календарному обчисленні.
- Медаль «За сумлінну службу» має три ступені:
  - I ступінь — для нагородження за 20 років військової служби;
  - II ступінь — для нагородження за 15 років військової служби;
  - III ступінь — для нагородження за 10 років військової служби.
- Вищим ступенем медалі є I ступінь.
- Нагородження здійснюється наказом Міністра оборони України (по особовому складу) один раз на рік до 6 грудня — Дня Збройних Сил України, а також під час звільненні з військової служби в запас (відставку).
- Під час подання до нагородження медаллю «За сумлінну службу» розрахунок вислуги років здійснюється в календарному обчисленні (день за день):
  - у разі нагородження до Дня Збройних Сил України — станом на 6 грудня поточного року;
  - у разі нагородження у зв'язку зі звільненням з військової служби в запас (відставку) — станом на день оформлення подання до нагородження.
- У вислугу років зараховуються періоди служби військовослужбовців у календарному обчисленні, які дають право на отримання пенсії за вислугу років. Не зараховується у вислугу років час навчання в цивільних навчальних закладах, після закінчення яких присвоюється офіцерське звання.
- Нагородження медаллю «За сумлінну службу» проводиться послідовно, від нижчого ступеня до вищого.
- Нагородженому медаллю «За сумлінну службу» вручається медаль та посвідчення до неї.
- У разі втрати (псування) медалі «За сумлінну службу» дублікат не видається.
- Медаль «За сумлінну службу» і посвідчення до неї після смерті нагородженого залишається в сім'ї померлого як пам'ять.

## Опис відзнаки
- Заохочувальна відзнака Міністерства оборони України — медаль «За сумлінну службу» має форму кола діаметром 32 мм. Медаль I ступеня виготовляється з латуні, II — із білого металу, III — із бронзи. На лицьовому боці медалей всіх ступенів зображено прямий рівносторонній хрест із розбіжними кінцями, у центрі якого на круглому медальйоні — Знак Княжої Держави Володимира Великого. У медалей I та II ступенів хрест покритий емаллю малинового кольору, медальйон — синього кольору. У медалі I ст. хрест накладено на розбіжні промені; II — між сторін хреста — пучки з чотирьох розбіжних променів. По колу медаль обрамлено бортиком. Усі зображення рельєфні.
- Зворотний бік медалі плоский, з рельєфними написами і зображеннями:
  - I ст. — у центрі — «За 20 років сумлінної служби», у верхній частині по колу — «Збройні Сили України», у нижній — зображення лаврових гілок;
  - II ст. — у центрі — «За 15 років сумлінної служби», у верхній частині по колу — «Збройні Сили України», у нижній — зображення дубових гілок;
  - III ст. — у центрі — «За 10 років сумлінної служби», у верхній частині по колу — «Збройні Сили України», у нижній — зображення калинових гілок.
- За допомогою вушка з кільцем медаль з'єднується з прямокутною колодкою, обтягнутою стрічкою. Розмір колодки: висота — 42 мм, ширина — 28 мм. На зворотному боці колодки — застібка для кріплення медалі до одягу.
- Стрічка медалі — шовкова блакитного кольору:
  - I ст. — з однією жовтою і двома синіми поздовжніми смужками із правого боку, шириною 3,5 мм кожна;
  - II ст. — з двома жовтими і трьома синіми поздовжніми смужками із правого боку, шириною 2,1 мм кожна;
  - III ст. — з двома жовтими і чотирма синіми поздовжніми смужками із правого боку, шириною 1,5 мм кожна.
- Планка медалі являє собою металеву пластинку, обтягнуту відповідною стрічкою. Розмір планки: висота — 12 мм, ширина — 28 мм.

## Порядок носіння відзнаки
Медаль «За сумлінну службу» носять з лівого боку грудей і, за наявності відзнаки Міністерства оборони України — медалі «15 років Збройним Силам України», розміщують після неї у порядку ступенів: І, II і III ступені.